# 半岛战争
半島戰爭（1808年－1814年），西班牙称其为“独立战争”（Guerra de la Independencia)，而在加泰罗尼亚地区的人则称之为“法國戰争”（Guerra del Francès），是拿破仑战争的主要部分之一，地点发生在伊比利亚半岛，交戰方分别是西班牙帝國、葡萄牙王國、大英帝國和拿破仑统治下的法蘭西第一帝國。
这场战役被称作“铁锤与铁砧”战役，“铁锤”代表的是数量为四万到八万的英-葡联军，指挥官是威靈頓公爵；同另一支“铁砧”力量—即西班牙军队、游击队及葡萄牙民兵相配合，痛击法國军队。这也是近现代历史上，第一次由非正规部队在整个战区内展开大规模“游击战”的经典战役；实际上，英语中游击战“guerrilla”一词即来自西班牙语，原意为“小战”。
戰爭從1808年由法國軍隊佔領西班牙開始，至1814年第六次反法同盟打敗拿破仑軍隊終告結束。

## 經過
在1806年，拿破崙在柏林公佈大陸封鎖政策，令英國不能與歐洲大陸貿易，藉此減弱其國力。由於葡萄牙繼續與英國之間的貿易，拿破崙便發動半島戰爭以奪得伊比利亞半島港口的控制權。1807年法國與西班牙簽署的《楓丹白露條約》規定兩國如何瓜分葡萄牙，故拿破崙便派遣讓-安多許·朱諾入侵葡萄牙，從而開啟半島戰爭的序幕；不過西班牙境內爆發宮廷陰謀，儘管拿破崙試圖調解，卻在1808年5月2日於馬德里之西班牙起義者試圖阻止此一行動而爆發衝突；隔日，法軍血洗該城復仇導致西班牙捲入半島戰爭。最終，拿破崙將西班牙王位授予其兄約瑟夫·波拿巴。儘管最初被西班牙的自由派支持，因為他们相信與法國的合作會帶來現代化和自由，如西班牙宗教裁判所的廢止。但教士和愛國主義者開始鼓動平民反抗，而在法國軍隊的第一個镇压事件發生後變得声势浩大。殘餘的自由派被放逐到法國，跟隨法國軍隊離開。畫家弗朗西斯科·戈雅屬於自由派成員，在戰爭後逃到法國，以躲過被處死的命運。

### 引用
1. 1 2 3 4 5  Clodfelter（2008年），第163页
2. ↑  Chartrand & Younghusband（2000年），第16页
3. ↑  Fraser（2008年），第394页
4. ↑  Clodfelter，第166頁.
5. ↑  Chartrand 1999，第3-5頁.
6. ↑  Clodfelter（2008年），第164页
7. 1 2 3  Clodfelter（2008年），第165页
8. ↑  Clodfelter（2008年），第166页
9. ↑  Fraser（2008年），第476页
10. 1 2 3 4 5 6 7 8  Clodfelter（2008年），第167页
11. ↑  Siemann（2019年），第327页

### 书目
- Siemann, Wolfram.  第1卷. 由楊惠群翻译. 社会科学文献出版社. 2019年6月. ISBN 978-7-5201-4599-2.
- Chartrand, Rene; Younghusband, Bill. . 2000.
- Clodfelter, Micheal. . 2008. ISBN 9780786433193.
- Fraser, Ronald. . Verso. 2008.
- Glover, Michael. . Penguin Classic Military History. 2001 [1974]. ISBN 0-14-139041-7.